# Mereworth
Mereworth är en ort och civil parish i grevskapet Kent i sydöstra England. Orten ligger i distriktet Tonbridge and Malling, cirka 4,5 kilometer sydväst om West Malling och cirka 10 kilometer väster om Maidstone. Civil parishen hade 1 094 invånare vid folkräkningen år 2021.